# Cash and carry (II wojna światowa)
Cash and carry (ang. płać i bierz) – amerykańska ustawa podpisana 4 listopada 1939 przez Franklina Delano Roosevelta, pozwalająca państwom prowadzącym wojnę na zakup amerykańskiej broni i amunicji za gotówkę i transportowanie jej na własnych statkach.
Cash and carry była częścią zrewidowanej ustawy o neutralności Stanów Zjednoczonych.